# الکساندر آتاناسیویچ
الکساندر آتاناسیِویچ (به انگلیسی: Aleksandar Atanasijević) بازیکن والیبال اهل صربستان، عضو تیم ملی والیبال صربستان و باشگاه سر سافتی پروجا است. آتاناسیویچ در سال ۲۰۱۱ بابازی های درخشان خود در تیم های ملی زیر ۱۹ و ۲۱ سال صربستان به تیم زیر ۲۳ سال و بزرگسالان صربستان دعوت شد. الکساندر در رده باشگاهی از سال ۲۰۱۱ تا ۲۰۱۳ با بلچاتوف قهرمانی باشگاه های جهان ۲۰۱۲ را تجربه کرد و در همین دوره مسابقات به عنوان امتیازآورترین بازیکن رقابت ها شناخته شد. آتاناسیویچ با تیم ملی زیر ۱۹ سال صربستان قهرمانی جهان را تجربه و با تیم ملی زیر ۲۳ صربستان روی سکوی دوم قهرمانی جهان ایستاد. وی با تیم ملی بزرگسالان صربستان نیز مدال طلا جام ملت های ۲۰۱۱ و برنز ۲۰۱۳ اروپا را به دست آورد. آتاناسیِویچ در سال ۲۰۲۱ پس از یازده فصل خضور در پروجا به اسکرا بلچاتوف بازگشت.

## افتخارات

### فردی
- بهترین پشت خط زن قهرمانی زیر ۲۳ سال جهان ۲۰۱۳
- امتیازآورترین بازیکن قهرمانی اروپا ۲۰۱۳
- امتیازآورترین بازیکن جام باشگاه‌های جهان ۲۰۱۲
- امتیازآورترین بازیکن قهرمانی زیر ۲۱ سال جهان ۲۰۱۱
- باارزشترین بازیکن قهرمانی زیر ۱۹ سال جهان ۲۰۰۹
- بهترین اسپکر قهرمانی زیر ۱۹ سال اروپا ۲۰۰۹